# Campionat d'Europa de futbol 2016
L'Eurocopa 2016 o Campionat Europeu de Futbol de la UEFA del 2016 va ser la quinzena edició de l'Eurocopa, el torneig europeu de seleccions de futbol d'alt nivell. Es va celebrar l'estiu del 2016 a França i va ser organitzada per la UEFA. Va ser l'edició amb més participants en la fase final de la seva història, ja que els equips que competeixen van passar de ser 16 a 24. La selecció portuguesa de futbol es va alçar amb la victòria del campionat i va participar en la Copa FIFA Confederacions 2017.

## Candidatures
Les candidatures per escollir la seu de l'Eurocopa de futbol de 2016 es van presentar amb data límit del 9 de març de 2009. França, Itàlia i Turquia van presentar-ne candidatura individual, mentre que Suècia i Noruega van presentar una candidatura conjunta. No obstant, Noruega i Suècia van retirar-se el desembre següent.
La seu, finalment, es va escollir el 28 de maig de 2010.
| País    | Ronda      | Ronda     |
| País    | 1a (punts) | 2a (vots) |
| ------- | ---------- | --------- |
| França  | 43         | 7         |
| Turquia | 38         | 6         |
| Itàlia  | 23         | –         |
| Total   | 104        | 13        |

- 1a ronda: Cada una de les 13 federacions membres del Comitè Executiu de la UEFA classificava les tres candidatures participants en primera, segona i tercera. La primera classificada rebia 5 punts, la segona 2, i la tercera 1. Els membres de l'executiva dels països participants no podien votar.
- 2a ronda: Les mateixes 13 federacions del Comitè votaven per qualsevol dels dos finalistes.

## Seus
| Saint-Denis                                        | Marsella                                                                                                   | Lió                                                          | Lilla                                              |
| -------------------------------------------------- | --- | ------------------------------------------------------------ | -------------------------------------------------- |
| Stade de France                                    | Stade Vélodrome                                                                                            | Parc Olympique Lyonnais                                      | Stade Pierre-Mauroy                                |
| 48° 55′ 28″ N, 2° 21′ 36″ E / 48.92444°N,2.36000°E | 43° 16′ 11″ N, 5° 23′ 45″ E / 43.26972°N,5.39583°E                                                         | 45° 45′ 56″ N, 4° 58′ 52″ E / 45.76556°N,4.98111°E           | 50° 36′ 43″ N, 3° 07′ 50″ E / 50.61194°N,3.13056°E |
| Capacitat: 81.338                                  | Capacitat: 67.394 (reformat)                                                                               | Capacitat: 59.286 (nou)                                      | Capacitat: 50.186 (nou)                            |
|                                                    | |                                                              |                                                    |
|                                                    | Saint-DenisParísLensLióBordeusLillaSant-EtièveTolosaMarsellaNiçaCampionat d'Europa de futbol 2016 (França) |                                                              |                                                    |
| París                                              | Bordeus |                                                              |                                                    |
| Parc des Princes                                   | Nouveau Stade de Bordeaux                                                                                  |                                                              |                                                    |
| 48° 50′ 29″ N, 2° 15′ 11″ E / 48.84139°N,2.25306°E | 44° 53′ 50″ N, 0° 33′ 43″ O / 44.89722°N,0.56194°O                                                         |                                                              |                                                    |
| Capacitat: 47.000 (reformat)                       | Capacitat: 42.115 (nou)                                                                                    |                                                              |                                                    |
|                                                    | |                                                              |                                                    |
|                                                    | |                                                              |                                                    |
| Sant-Etiève                                        | Niça | Lens                                                         | Tolosa                                             |
| Stade Geoffroy-Guichard                            | Allianz Riviera                                                                                            | Stade Bollaert-Delelis                                       | Stadium Municipal                                  |
| 45° 27′ 39″ N, 4° 23′ 24″ E / 45.46083°N,4.39000°E | 43° 42′ 25″ N, 7° 11′ 40″ E / 43.70694°N,7.19444°E                                                         | 50° 25′ 58.26″ N, 2° 48′ 53.47″ E / 50.4328500°N,2.8148528°E | 43° 34′ 59″ N, 1° 26′ 3″ E / 43.58306°N,1.43417°E  |
| Capacitat: 41.965 (reformat)                       | Capacitat: 35.624 (nou)                                                                                    | Capacitat: 38.223 (reformat)                                 | Capacitat: 33.300 (reformat)                       |
|                                                    | |                                                              |                                                    |

## Equips participants

Equips classificats
Equips no classificats

| Equip            | Classificat com        | Classificat el          | Anteriors participacions                                                                    |
| ---------------- | ---------------------- | ----------------------- | ------------------------------------------------------------------------------------------- |
| Albània          | Segon del Grup I       | 11 d'octubre del 2015   | 0 (debut)                                                                                   |
| Alemanya         | Primer del Grup D      | 11 d'octubre del 2015   | 11 (1972, 1976, 1980, 1984, 1988, 1992, 1996, 2000, 2004, 2008, 2012)                       |
| Anglaterra       | Primer del Grup E      | 5 de setembre del 2015  | 8 (1968, 1980, 1988, 1992, 1996, 2000, 2004, 2012)                                          |
| Àustria          | Primer del Grup G      | 8 de setembre del 2015  | 1 (2008)                                                                                    |
| Bèlgica          | Primer del Grup B      | 10 d'octubre del 2015   | 4 (1972, 1980, 1984, 2000)                                                                  |
| Croàcia          | Segon del Grup H       | 13 d'octubre del 2015   | 4 (1996, 2004, 2008, 2012)                                                                  |
| Eslovàquia       | Segon del Grup C       | 12 d'octubre del 2015   | 0 (debut)                                                                                   |
| Espanya          | Primer del Grup C      | 9 d'octubre del 2015    | 9 (1964, 1980, 1984, 1988, 1996, 2000, 2004, 2008, 2012)                                    |
| França           | Organitzador           | 28 de maig del 2010     | 8 (1960, 1984, 1992, 1996, 2000, 2004, 2008, 2012)                                          |
| Gal·les          | Segon del Grup B       | 10 d'octubre del 2015   | 0 (debut)                                                                                   |
| Hongria          | Guanyador del Play-off | 15 de novembre del 2015 | 2 (1964, 1972)                                                                              |
| Irlanda del Nord | Primer del Grup F      | 8 d'octubre del 2015    | 0 (debut)                                                                                   |
| Islàndia         | Segon del Grup A       | 6 de setembre del 2015  | 0 (debut)                                                                                   |
| Itàlia           | Primer del Grup H      | 10 d'octubre del 2015   | 8 (1968, 1980, 1988, 1996, 2000, 2004, 2008, 2012)                                          |
| Polònia          | Segon del Grup D       | 11 d'octubre del 2015   | 2 (2008, 2012)                                                                              |
| Portugal         | Primer del Group I     | 8 d'octubre del 2015    | 6 (1984, 1996, 2000, 2004, 2008, 2012)                                                      |
| Irlanda          | Guanyador del Play-off | 16 de novembre del 2015 | 2 (1988, 2012)                                                                              |
| República Txeca  | Primer del Grup A      | 6 de setembre del 2015  | 5 (1996, 2000, 2004, 2008, 2012) Entre 1960 i 1992, va competir com Txecoslovàquia.         |
| Romania          | Segon del Grup F       | 11 d'octubre del 2015   | 4 (1984, 1996, 2000, 2008)                                                                  |
| Rússia           | Segon del Grup G       | 12 d'octubre del 2015   | 4 (1996, 2004, 2008, 2012) Entre 1960 i 1988, va competir com l'URSS i el 1992, com la CEI. |
| Suècia           | Guanyador del Play-off | 17 de novembre del 2015 | 5 (1992, 2000, 2004, 2008, 2012)                                                            |
| Suïssa           | Segon del Grup E       | 9 d'octubre del 2015    | 3 (1996, 2004, 2008)                                                                        |
| Turquia          | Millor tercer          | 13 d'octubre del 2015   | 3 (1996, 2000, 2008)                                                                        |
| Ucraïna          | Guanyador del Play-off | 17 de novembre del 2015 | 1 (2012)                                                                                    |

- En negreta, els campions.
- En cursiva, els organitzadors.

### Plantilles
Cadascun dels 16 equips participants compta amb 23 futbolistes seleccionats.

## Fase de grups

### Grup A
| Pos | Equip         | PJ | PG | PE | PP | GF | GC | DG | Pts | Classificació         |
| --- | ------------- | -- | -- | -- | -- | -- | -- | -- | --- | --------------------- |
| 1   | França (H, A) | 3  | 2  | 1  | 0  | 4  | 1  | +3 | 7   | Passa a eliminatòries |
| 2   | Suïssa (A)    | 3  | 1  | 2  | 0  | 2  | 1  | +1 | 5   | Passa a eliminatòries |
| 3   | Albània (E)   | 3  | 1  | 0  | 2  | 1  | 3  | −2 | 3   |                       |
| 4   | Romania (E)   | 3  | 0  | 1  | 2  | 2  | 4  | −2 | 1   |                       |

| França                 | 2-1     | Romania           |
| ---------------------- | ------- | ----------------- |
| Giroud 57' · Payet 89' | Detalls | Stancu 65' (pen.) |

| Albània | 0-1     | Suïssa   |
| ------- | ------- | -------- |
|         | Detalls | Schär 5' |

| Romania          | 1-1     | Suïssa      |
| ---------------- | ------- | ----------- |
| Stancu 18' (pen) | Detalls | Mehmedi 57' |

| França                      | 2-0     | Albània |
| --------------------------- | ------- | ------- |
| Griezmann 90' · Payet 90+6' | Detalls |         |

| Suïssa | 0-0     | França |
| ------ | ------- | ------ |
|        | Detalls |        |

| Romania | 0-1     | Albània    |
| ------- | ------- | ---------- |
|         | Detalls | Sadiku 42' |

### Grup B
| Pos | Equip          | PJ | PG | PE | PP | GF | GC | DG | Pts | Classificació         |
| --- | -------------- | -- | -- | -- | -- | -- | -- | -- | --- | --------------------- |
| 1   | Gal·les (A)    | 3  | 2  | 0  | 1  | 6  | 3  | +3 | 6   | Passa a eliminatòries |
| 2   | Anglaterra (A) | 3  | 1  | 2  | 0  | 3  | 2  | +1 | 5   | Passa a eliminatòries |
| 3   | Eslovàquia (A) | 3  | 1  | 1  | 1  | 3  | 3  | 0  | 4   | Passa a eliminatòries |
| 4   | Rússia (E)     | 3  | 0  | 1  | 2  | 2  | 6  | −4 | 1   |                       |

| Gal·les                    | 2-1     | Eslovàquia |
| -------------------------- | ------- | ---------- |
| Bale 10' · Robson-Kanu 81' | Detalls | Duda 61'   |

| Anglaterra | 1-1     | Rússia             |
| ---------- | ------- | ------------------ |
| Dier 73'   | Detalls | V. Berezuski 90+2' |

| Rússia        | 1-2     | Eslovàquia             |
| ------------- | ------- | ---------------------- |
| Glushakov 80' | Detalls | Weiss 32' · Hamšík 45' |

| Anglaterra                  | 2-1     | Gal·les  |
| --------------------------- | ------- | -------- |
| Vardy 56' · Sturridge 90+2' | Detalls | Bale 42' |

| Eslovàquia | 0-0     | Anglaterra |
| ---------- | ------- | ---------- |
|            | Detalls |            |

| Rússia | 0-3     | Gal·les                               |
| ------ | ------- | ------------------------------------- |
|        | Detalls | Ramsey 11' · N. Taylor 20' · Bale 67' |

### Grup C
| Pos | Equip                | PJ | PG | PE | PP | GF | GC | DG | Pts | Classificació         |
| --- | -------------------- | -- | -- | -- | -- | -- | -- | -- | --- | --------------------- |
| 1   | Alemanya (A)         | 3  | 2  | 1  | 0  | 3  | 0  | +3 | 7   | Passa a eliminatòries |
| 2   | Polònia (A)          | 3  | 2  | 1  | 0  | 2  | 0  | +2 | 7   | Passa a eliminatòries |
| 3   | Irlanda del Nord (A) | 3  | 1  | 0  | 2  | 2  | 2  | 0  | 3   | Passa a eliminatòries |
| 4   | Ucraïna (E)          | 3  | 0  | 0  | 3  | 0  | 4  | −4 | 0   |                       |

| Polònia   | 1-0     | Irlanda del Nord |
| --------- | ------- | ---------------- |
| Milik 51' | Detalls |                  |

| Alemanya                           | 2-0     | Ucraïna |
| ---------------------------------- | ------- | ------- |
| Mustafi 19' · Schweinsteiger 90+2' | Detalls |         |

| Ucraïna | 0-2     | Irlanda del Nord           |
| ------- | ------- | -------------------------- |
|         | Detalls | McAuley 49' · McGinn 90+6' |

| Alemanya | 0-0     | Polònia |
| -------- | ------- | ------- |
|          | Detalls |         |

| Irlanda del Nord | 0-1     | Alemanya  |
| ---------------- | ------- | --------- |
|                  | Detalls | Gomez 30' |

| Ucraïna | 0-1     | Polònia            |
| ------- | ------- | ------------------ |
|         | Detalls | Błaszczykowski 54' |

### Grup D
| Pos | Equip               | PJ | PG | PE | PP | GF | GC | DG | Pts | Classificació         |
| --- | ------------------- | -- | -- | -- | -- | -- | -- | -- | --- | --------------------- |
| 1   | Croàcia (A)         | 3  | 2  | 1  | 0  | 5  | 3  | +2 | 7   | Passa a eliminatòries |
| 2   | Espanya (A)         | 3  | 2  | 0  | 1  | 5  | 2  | +3 | 6   | Passa a eliminatòries |
| 3   | Turquia (E)         | 3  | 1  | 0  | 2  | 2  | 4  | −2 | 3   |                       |
| 4   | República Txeca (E) | 3  | 0  | 1  | 2  | 2  | 5  | −3 | 1   |                       |

| Turquia | 0-1     | Croàcia    |
| ------- | ------- | ---------- |
|         | Detalls | Modrić 41' |

| Espanya   | 1-0     | República Txeca |
| --------- | ------- | --------------- |
| Piqué 87' | Detalls |                 |

| República Txeca                | 2-2     | Croàcia                   |
| ------------------------------ | ------- | ------------------------- |
| Škoda 76' · Necid 90+4' (pen.) | Detalls | Perišić 37' · Rakitić 59' |

| Espanya                      | 3-0     | Turquia |
| ---------------------------- | ------- | ------- |
| Morata 34', 48' · Nolito 37' | Detalls |         |

| Croàcia                      | 2-1     | Espanya   |
| ---------------------------- | ------- | --------- |
| N. Kalinić 45' · Perišić 88' | Detalls | Morata 7' |

| República Txeca | 0-2     | Turquia                           |
| --------------- | ------- | --------------------------------- |
|                 | Detalls | Burak Yılmaz 10' · Ozan Tufan 65' |

### Grup E
| Pos | Equip       | PJ | PG | PE | PP | GF | GC | DG | Pts | Classificació         |
| --- | ----------- | -- | -- | -- | -- | -- | -- | -- | --- | --------------------- |
| 1   | Itàlia (A)  | 3  | 2  | 0  | 1  | 3  | 1  | +2 | 6   | Passa a eliminatòries |
| 2   | Bèlgica (A) | 3  | 2  | 0  | 1  | 4  | 2  | +2 | 6   | Passa a eliminatòries |
| 3   | Irlanda (A) | 3  | 1  | 1  | 1  | 2  | 4  | −2 | 4   | Passa a eliminatòries |
| 4   | Suècia (E)  | 3  | 0  | 1  | 2  | 1  | 3  | −2 | 1   |                       |

| Irlanda      | 1-1     | Suècia           |
| ------------ | ------- | ---------------- |
| Hoolahan 48' | Detalls | Clark 71' (a.g.) |

| Bèlgica | 0-2     | Itàlia                        |
| ------- | ------- | ----------------------------- |
|         | Detalls | Giaccherini 32' · Pellè 90+3' |

| Itàlia   | 1-0     | Suècia |
| -------- | ------- | ------ |
| Éder 88' | Detalls |        |

| Bèlgica                      | 3-0     | Irlanda |
| ---------------------------- | ------- | ------- |
| Lukaku 48', 70' · Witsel 61' | Detalls |         |

| Suècia | 0-1     | Bèlgica        |
| ------ | ------- | -------------- |
|        | Detalls | Nainggolan 84' |

| Itàlia | 0-1     | Irlanda   |
| ------ | ------- | --------- |
|        | Detalls | Brady 85' |

### Grup F
| Pos | Equip        | PJ | PG | PE | PP | GF | GC | DG | Pts | Classificació         |
| --- | ------------ | -- | -- | -- | -- | -- | -- | -- | --- | --------------------- |
| 1   | Hongria (A)  | 3  | 1  | 2  | 0  | 6  | 4  | +2 | 5   | Passa a eliminatòries |
| 2   | Islàndia (A) | 3  | 1  | 2  | 0  | 4  | 3  | +1 | 5   | Passa a eliminatòries |
| 3   | Portugal (A) | 3  | 0  | 3  | 0  | 4  | 4  | 0  | 3   | Passa a eliminatòries |
| 4   | Àustria      | 3  | 0  | 1  | 2  | 1  | 4  | −3 | 1   |                       |

| Àustria | 0-2     | Hongria                  |
| ------- | ------- | ------------------------ |
|         | Detalls | Szalai 62' · Stieber 87' |

| Portugal | 1-1     | Islàndia         |
| -------- | ------- | ---------------- |
| Nani 31' | Detalls | B. Bjarnason 50' |

| Islàndia       | 1 - 1   | Hongria              |
| -------------- | ------- | -------------------- |
| Sigurðsson 40' | Detalls | Sævarsson 88' (a.g.) |

| Portugal | 0-0     | Àustria |
| -------- | ------- | ------- |
|          | Detalls |         |

| Islàndia                          | 2-1     | Àustria    |
| --------------------------------- | ------- | ---------- |
| Böðvarsson 18' · Traustason 90+4' | Detalls | Schöpf 60' |

| Hongria                       | 3-3     | Portugal                    |
| ----------------------------- | ------- | --------------------------- |
| Gera 19' · Dzsudzsák 47', 55' | Detalls | Nani 42' · Ronaldo 50', 62' |

### Rànquing dels Tercers Llocs
| Pos | Grp | Equip                | PJ | PG | PE | PP | GF | GC | DG | Pts | Classificació         |
| --- | --- | -------------------- | -- | -- | -- | -- | -- | -- | -- | --- | --------------------- |
| 1   | B   | Eslovàquia (A)       | 3  | 1  | 1  | 1  | 3  | 3  | 0  | 4   | Passa a eliminatòries |
| 2   | E   | Irlanda (A)          | 3  | 1  | 1  | 1  | 2  | 4  | −2 | 4   | Passa a eliminatòries |
| 3   | F   | Portugal (A)         | 3  | 0  | 3  | 0  | 4  | 4  | 0  | 3   | Passa a eliminatòries |
| 4   | C   | Irlanda del Nord (A) | 3  | 1  | 0  | 2  | 2  | 2  | 0  | 3   | Passa a eliminatòries |
| 5   | D   | Turquia (E)          | 3  | 1  | 0  | 2  | 2  | 4  | −2 | 3   |                       |
| 6   | A   | Albània (E)          | 3  | 1  | 0  | 2  | 1  | 3  | −2 | 3   |                       |

## Fase final

### Quadre
|  | Vuitens de final            | Vuitens de final             |                             |       | Quarts de final | Quarts de final |  |  | Semifinals | Semifinals |  |  | Final | Final |
|  |                             |                              |                             |       |                 |                 |  |  |            |            |  |  |       |       |
|  | 25 Juny – Saint-Étienne     |                              |                             |       |                 |                 |  |  |            |            |  |  |       |       |
|  |                             |                              |                             |       |                 |                 |  |  |            |            |  |  |       |       |
|  | Suïssa                      | 1 (4)                        |                             |       |                 |                 |  |  |            |            |  |  |       |       |
|  | Suïssa                      | 1 (4)                        | 30 Juny – Marsella          |       |                 |                 |  |  |            |            |  |  |       |       |
|  | Polònia (p.)                | 1 (5)                        |                             |       |                 |                 |  |  |            |            |  |  |       |       |
|  | Polònia (p.)                | 1 (5)                        | Polònia                     | 1 (3) |                 |                 |  |  |            |            |  |  |       |       |
|  | 25 Juny – Lens              |                              | Polònia                     | 1 (3) |                 |                 |  |  |            |            |  |  |       |       |
|  |                             | Portugal (p.)                | 1 (5)                       |       |                 |                 |  |  |            |            |  |  |       |       |
|  | Croàcia                     | Portugal (p.)                | 1 (5)                       | 0     |                 |                 |  |  |            |            |  |  |       |       |
|  | Croàcia                     |                              | 6 Juliol – Décines-Charpieu | 0     |                 |                 |  |  |            |            |  |  |       |       |
|  | Portugal (prò)              | 1                            |                             |       |                 |                 |  |  |            |            |  |  |       |       |
|  | Portugal (prò)              | 1                            | Portugal                    | 2     |                 |                 |  |  |            |            |  |  |       |       |
|  | 25 Juny – París             |                              | Portugal                    | 2     |                 |                 |  |  |            |            |  |  |       |       |
|  |                             | Gal·les                      | 0                           |       |                 |                 |  |  |            |            |  |  |       |       |
|  | Gal·les                     | Gal·les                      | 0                           | 1     |                 |                 |  |  |            |            |  |  |       |       |
|  | Gal·les                     | 1 Juliol – Villeneuve-d'Ascq |                             | 1     |                 |                 |  |  |            |            |  |  |       |       |
|  | Irlanda del Nord            | 0                            |                             |       |                 |                 |  |  |            |            |  |  |       |       |
|  | Irlanda del Nord            | 0                            | Gal·les                     | 3     |                 |                 |  |  |            |            |  |  |       |       |
|  | 26 Juny – Tolosa            |                              | Gal·les                     | 3     |                 |                 |  |  |            |            |  |  |       |       |
|  |                             | Bèlgica                      | 1                           |       |                 |                 |  |  |            |            |  |  |       |       |
|  | Hongria                     | Bèlgica                      | 1                           | 0     |                 |                 |  |  |            |            |  |  |       |       |
|  | Hongria                     |                              | 10 Juliol – Saint-Denis     | 0     |                 |                 |  |  |            |            |  |  |       |       |
|  | Bèlgica                     | 4                            |                             |       |                 |                 |  |  |            |            |  |  |       |       |
|  | Bèlgica                     | 4                            | Portugal (prò)              | 1     |                 |                 |  |  |            |            |  |  |       |       |
|  | 26 Juny – Villeneuve-d'Ascq |                              | Portugal (prò)              | 1     |                 |                 |  |  |            |            |  |  |       |       |
|  |                             | França                       | 0                           |       |                 |                 |  |  |            |            |  |  |       |       |
|  | Alemanya                    | França                       | 0                           | 3     |                 |                 |  |  |            |            |  |  |       |       |
|  | Alemanya                    | 2 Juliol – Bordeus           |                             | 3     |                 |                 |  |  |            |            |  |  |       |       |
|  | Eslovàquia                  | 0                            |                             |       |                 |                 |  |  |            |            |  |  |       |       |
|  | Eslovàquia                  | 0                            | Alemanya (p.)               | 1 (6) |                 |                 |  |  |            |            |  |  |       |       |
|  | 27 Juny – Saint-Denis       |                              | Alemanya (p.)               | 1 (6) |                 |                 |  |  |            |            |  |  |       |       |
|  |                             | Itàlia                       | 1 (5)                       |       |                 |                 |  |  |            |            |  |  |       |       |
|  | Itàlia                      | Itàlia                       | 1 (5)                       | 2     |                 |                 |  |  |            |            |  |  |       |       |
|  | Itàlia                      |                              | 7 Juliol – Marsella         | 2     |                 |                 |  |  |            |            |  |  |       |       |
|  | Espanya                     | 0                            |                             |       |                 |                 |  |  |            |            |  |  |       |       |
|  | Espanya                     | 0                            | Alemanya                    | 0     |                 |                 |  |  |            |            |  |  |       |       |
|  | 26 Juny – Décines-Charpieu  |                              | Alemanya                    | 0     |                 |                 |  |  |            |            |  |  |       |       |
|  |                             | França                       | 2                           |       |                 |                 |  |  |            |            |  |  |       |       |
|  | França                      | França                       | 2                           | 2     |                 |                 |  |  |            |            |  |  |       |       |
|  | França                      | 3 Juliol – Saint-Denis       |                             | 2     |                 |                 |  |  |            |            |  |  |       |       |
|  | Irlanda                     | 1                            |                             |       |                 |                 |  |  |            |            |  |  |       |       |
|  | Irlanda                     | 1                            | França                      | 5     |                 |                 |  |  |            |            |  |  |       |       |
|  | 27 Juny – Niça              |                              | França                      | 5     |                 |                 |  |  |            |            |  |  |       |       |
|  |                             | Islàndia                     | 2                           |       |                 |                 |  |  |            |            |  |  |       |       |
|  | Anglaterra                  | Islàndia                     | 2                           | 1     |                 |                 |  |  |            |            |  |  |       |       |
|  | Anglaterra                  |                              |                             | 1     |                 |                 |  |  |            |            |  |  |       |       |
|  | Islàndia                    | 2                            |                             |       |                 |                 |  |  |            |            |  |  |       |       |
|  | Islàndia                    | 2                            |                             |       |                 |                 |  |  |            |            |  |  |       |       |

### Vuitens de final
| Suïssa                                             | 1-1     | Polònia                                                  |
| -------------------------------------------------- | ------- | -------------------------------------------------------- |
| Shaqiri 82'                                        | Detalls | Błaszczykowski 39'                                       |
| Tanda de penals                                    |         |                                                          |
| Lichtsteiner · Xhaka · Shaqiri · Schär · Rodríguez | 4–5     | Lewandowski · Milik · Glik · Błaszczykowski · Krychowiak |

| Gal·les            | 1-0     | Irlanda del Nord |
| ------------------ | ------- | ---------------- |
| McAuley 75' (auto) | Detalls |                  |

| Croàcia | 0-1 (prò) | Portugal      |
| ------- | --------- | ------------- |
|         | Detalls   | Quaresma 117' |

| França             | 2-1     | Irlanda         |
| ------------------ | ------- | --------------- |
| Griezmann 58', 61' | Detalls | Brady 2' (pen.) |

| Alemanya                              | 3–0     | Eslovàquia |
| ------------------------------------- | ------- | ---------- |
| Boateng 08' · Gómez 43' · Draxler 63' | Detalls |            |

| Hongria | 0-4     | Bèlgica                                                        |
| ------- | ------- | -------------------------------------------------------------- |
|         | Detalls | Alderweireld 10' · Batshuayi 78' · Hazard 80' · Carrasco 90+1' |

| Itàlia                      | 2-0     | Espanya |
| --------------------------- | ------- | ------- |
| Chiellini 33' · Pellè 90+1' | Detalls |         |

| Anglaterra             | 1-2     | Islàndia                          |
| ---------------------- | ------- | --------------------------------- |
| Wayne Rooney 4' (pen.) | Detalls | R. Sigurðsson 6' · Sigþórsson 18' |

### Quarts de final
| Polònia                                     | 1-1     | Portugal                                       |
| ------------------------------------------- | ------- | ---------------------------------------------- |
| Lewandowski 2'                              | Detalls | Sanches 33'                                    |
| Tanda de penals                             |         |                                                |
| Lewandowski · Milik · Glik · Błaszczykowski | 3–5     | Ronaldo · Sanches · Moutinho · Nani · Quaresma |

| Gal·les                                       | 3-1     | Bèlgica        |
| --------------------------------------------- | ------- | -------------- |
| A. Williams 31' · Robson-Kanu 55' · Vokes 86' | Detalls | Nainggolan 13' |

| Alemanya                                                                              | 1-1     | Itàlia                                                                                  |
| ------------------------------------------------------------------------------------- | ------- | --------------------------------------------------------------------------------------- |
| Özil 65'                                                                              | Detalls | Bonucci 78' (pen)                                                                       |
| Tanda de penals                                                                       |         |                                                                                         |
| Kroos Müller · Özil · Draxler · Schweinsteiger · Hummels · Kimmich · Boateng · Hector | 6–5     | Insigne Zaza · Barzagli · Pellè · Bonucci · Giaccherini · Parolo · De Sciglio · Darmian |

| França                                                  | 5-2     | Islàndia                          |
| ------------------------------------------------------- | ------- | --------------------------------- |
| Giroud 12', 59' · Pogba 20' · Payet 43' · Griezmann 45' | Detalls | Sigþórsson 56' · B. Bjarnason 84' |

### Semifinals
| Portugal               | 2-0     | Gal·les |
| ---------------------- | ------- | ------- |
| Ronaldo 50' · Nani 53' | Detalls |         |

| Alemanya | 0-2     | França                     |
| -------- | ------- | -------------------------- |
|          | Detalls | Griezmann 45+2' (pen), 72' |

### Final
| Portugal  | 1-0 (Prò.) | França |
| --------- | ---------- | ------ |
| Éder 109' | Detalls    |        |

## Estadístiques

### Golejadors
6 gols
- Antoine Griezmann

3 gols
- Dimitri Payet
- Olivier Giroud
- Cristiano Ronaldo
- Nani
- Álvaro Morata
- Gareth Bale

2 gols
- Mario Gomez
- Romelu Lukaku
- Radja Nainggolan
- Ivan Perišić
- Hal Robson-Kanu
- Robbie Brady
- Birkir Bjarnason
- Kolbeinn Sigþórsson
- Graziano Pellè
- Balázs Dzsudzsák
- Jakub Błaszczykowski
- Bogdan Stancu

1 gol
- Armando Sadiku
- Jérôme Boateng
- Julian Draxler
- Shkodran Mustafi
- Mesut Özil
- Bastian Schweinsteiger
- Eric Dier
- Daniel Sturridge
- Wayne Rooney
- Jamie Vardy
- Alessandro Schöpf
- Toby Alderweireld
- Michy Batshuayi
- Yannick Ferreira Carrasco
- Eden Hazard
- Axel Witsel
- Nikola Kalinić
- Luka Modrić
- Ivan Rakitić
- Nolito
- Gerard Piqué
- Paul Pogba
- Aaron Ramsey
- Neil Taylor
- Sam Vokes
- Ashley Williams
- Zoltán Gera
- Zoltán Stieber
- Ádám Szalai
- Wes Hoolahan
- Gareth McAuley
- Niall McGinn
- Jón Daði Böðvarsson
- Gylfi Sigurðsson
- Ragnar Sigurðsson
- Arnór Ingvi Traustason
- Leonardo Bonucci
- Giorgio Chiellini
- Éder
- Emanuele Giaccherini
- Robert Lewandowski
- Arkadiusz Milik
- Ricardo Quaresma
- Renato Sanches
- Vasili Berezutski
- Denis Glushakov
- Ondrej Duda
- Marek Hamšík
- Vladimír Weiss
- Admir Mehmedi
- Fabian Schär
- Xherdan Shaqiri
- Ozan Tufan
- Burak Yılmaz
- Tomáš Necid
- Milan Škoda

1 gol en pròpia porta
- Ciaran Clark (jugant contra Suècia)
- Gareth McAuley (jugant contra Gal·les)
- Birkir Már Sævarsson (jugant contra Hongria)

Font: UEFA

### Disciplina
| Jugador             | Sanció(ns) | Suspensió(ns)                                     |
| ------------------- | --- | ------------------------------------------------- |
| Duje Čop            | de partit de classificació vs Bulgària (10 d'octubre de 2015)                                                    | Grup D vs Turquia (12 de juny de 2016)            |
| Marek Suchý         | de partit de classificació vs Països Baixos (13 d'octubre de 2015)                                               | Grup D vs Espanya (13 de juny de 2016)            |
| Lorik Cana          | de Grup A vs Suïssa (11 de juny de 2016)                                                                         | Grup A vs França (15 de juny de 2016)             |
| Aleksandar Dragović | de Grup F vs Hongria (14 de juny de 2016)                                                                        | Grup F vs Portugal (18 de juny de 2016)           |
| Burim Kukeli        | de Grup A vs Suïssa (11 de juny de 2016) de Grup A vs França (15 de juny de 2016)                                | Grup A vs Romania (19 de juny de 2016)            |
| Alfreð Finnbogason  | de Grup F vs Portugal (14 de juny de 2016) de Grup F vs d'Hongria (18 de juny de 2016)                           | Group F vs Àustria (22 de juny de 2016)           |
| Bartosz Kapustka    | de Grup C vs Irlanda del Nord (12 de juny de 2016) de Grup C vs Ucraïna (21 de juny de 2016)                     | Vuitens de Final vs Suïssa (25 de juny de 2016)   |
| N'Golo Kanté        | de Grup A vs Albània (15 de juny de 2016) de Vuitens de Final vs República d'Irlanda (26 de juny de 2016)        | Quarts de Final vs Islàndia (3 de juliol de 2016) |
| Adil Rami           | de Grup A vs Suïssa (19 de juny de 2016) de Vuitens de Final vs República d'Irlanda (26 de juny de 2016)         | Quarts de Final vs Islàndia (3 de juliol de 2016) |
| Thomas Vermaelen    | de Grup E vs República d'Irlanda (18 de juny de 2016) de Vuitens de Final vs Hongria (26 de juny de 2016)        | Quarts de Final vs Gal·les (1 de juliol de 2016)  |
| Thiago Motta        | de Grup E vs Bèlgica (13 de juny de 2016) de Vuitens de Final vs Espanya (27 de juny de 2016)                    | Quarts de Final vs Alemanya (2 de juliol de 2016) |
| William Carvalho    | de Vuitens de Final vs Croàcia (25 de juny de 2016) de Quarts de Final vs Polònia (30 de juny de 2016)           | Semifinals vs Gal·les (6 de juliol de 2016)       |
| Ben Davies          | de Grup B vs Anglaterra (16 de juny de 2016) de Quarts de Final vs Bèlgica (1 de juliol de 2016)                 | Semifinals vs Portugal (6 de juliol de 2016)      |
| Aaron Ramsey        | de Vuitens de Final vs Irlanda del Nord (25 de juny de 2016) de Quarts de Final vs Bèlgica (1 de juliol de 2016) | Semifinals vs Portugal (6 de juliol de 2016)      |
| Mats Hummels        | de Vuitens de Final vs Eslovàquia (26 de juny de 2016) de Quarts de Final vs Itàlia (2 de juliol de 2016)        | Semifinals vs França (7 de juliol de 2016)        |

## Controvèrsies

### Seguretat
Després dels atemptats de París del 13 de novembre de 2015, on es va intentar atacar el mateix Stade de France mentre s'hi disputava un partit de futbol, es va discutir sobre la seguretat dels jugadors durant el torneig. Noël Le Graët, president de la Federació Francesa de Futbol, va explicar que la preocupació per la seguretat s'havia incrementat com a conseqüència dels atemptats, exposant que "ja hi havia preocupació per les Euros; ara, evidentment, n'hi ha més. Seguirem fent tot el què poguem, així que la seguretat està assegurada, tot i els perills que hi ha. Se que tothom està alerta. Òbviament, això vol dir que ara estarem encara més atents. Però això és una preocupació permanent per la federació i per l'estat francès".

### Hooliganisme
El dia abans del primer partit, es van produir baralles entre aficionats locals i anglesos a Marsella; la policia va desipersar els francesos amb gas lacrimogen. L'endemà, 10 de juny, aficionats anglesos van enfrontar-se amb la policia, també a Marsella, essent arrestats sis aficionats anglesos, i posteriorment sentenciats a presó. L'11 de juny es van produir enfrontaments molt violents als carrers de la mateixa ciutat, abans i després del primer partit del grup B, entre Anglaterra i Rússia, entre aficionats d'aquestes dues seleccions. Un aficionat anglès va acabar en estat crític a l'hospital, mentre que dotzenes d'altres van patir ferides durant els combats. El 14 de juny, la selecció russa va rebre una desqualificació suspesa, a més d'una multa de 150.000 euros, essent avisada que, en cas de repetir-se l'actuació violenta dels seus aficionats, seria eliminada de la competició. A més, 50 seguidors russos van ser deportats del país. La selecció anglesa també va ser advertida amb la desqualificació, però no va ser sentenciada oficialment. La violència entre anglesos i russos es va repetir a Lilla, on es van detenir un total de 36 aficionats, mentre que 16 van haver de ser hospitalitzats.
D'altra banda, també es van produir incidents relacionats amb el hooliganisme en un partit del grup D, entre la selecció txeca i la croata, quan els aficionats ultres d'aquesta darrera van llençar bengales al camp quan s'estava acabant el partit. El joc es va haver d'aturar durant uns minuts mentre netejaven el camp, moment en què es va llençar un petard. També es van produir agressions en l'àrea d'aficionats croates. Posteriorment, aquell mateix dia, es van produir actes violents entre els aficionats turcs després que la seva selecció perdés el seu partit contra Espanya. Per aquest motiu, tant la selecció croata com la turca van ser expedientades per part de la UEFA. La selecció de Croàcia va ser multada amb 100.000 euros pels incidents.